# Xã Grant, Quận Sioux, Iowa
Xã Grant (tiếng Anh: Grant Township) là một xã thuộc quận Sioux, tiểu bang Iowa, Hoa Kỳ. Năm 2010, dân số của xã này là 571 người.